# 东亚单孔舌鳎
东亚单孔舌鳎（学名：Cynoglossus itinus）又名单孔鞋底鱼、单孔三线鳎、單孔舌鰨，为舌鳎科舌鳎属的鱼类，為熱帶海水魚，分布於西北太平洋日本至南中國海海域，體長可達14公分，棲息在沙泥底質底層水域，生活習性不明。